# ماینور فیگوروا
ماینور فیگوروا (اسپانیایی: Maynor Figueroa‎؛ زاده ۲ مهٔ ۱۹۸۳) یک بازیکن فوتبال اهل هندوراس است.
وی همچنین در تیم‌های ملی فوتبال هند هندوراس بازی کرده‌است.